# ꭕ
Cette page contient des caractères spéciaux ou non latins. S’ils s’affichent mal (▯, ?, etc.), consultez la page d’aide Unicode.
ꭕ (uniquement en minuscule), appelé chi empattement inférieur gauche, est une lettre additionnelle de l’alphabet latin qui est utilisée dans la transcription phonétique de dialectologie allemande Teuthonista.

## Utilisation
Le ꭙ est utilisé dans le Sprachatlas von Bayerisch-Schwaben (de), dirigé par Werner König (de), pour représenter une consonne entre ꭓ et ꭗ, (notée [ʝ̠] avec l’alphabet phonétique international).

## Représentations informatiques
Le chi empattement inférieur gauche peut être représenté avec les caractères Unicode (Latin étendu E) suivants :
| formes    | représentations | chaînes de caractères | points de code | descriptions                                             |
| --------- | --------------- | --------------------- | -------------- | -------------------------------------------------------- |
| minuscule | ꭕ               | ꭕ                     | U+AB55         | lettre minuscule latine chi empattement inférieur gauche |